# BCR Open Romania
Romanian Open (också känd som BCR Open Romania) är en tennisturnering som spelas årligen i Bukarest, Rumänien, sedan 1993. Turneringen är en del av 250 Series på ATP-touren och den spelas utomhus på grus.

## Resultat

### Singel
| År   | Mästare             | Finalist           | Resultat         |
| ---- | ------------------- | ------------------ | ---------------- |
| 2008 | Gilles Simon        | Carlos Moyá        | 6–3, 6–4         |
| 2007 | Gilles Simon        | Victor Hănescu     | 4–6, 6–3, 6–2    |
| 2006 | Jürgen Melzer       | Filippo Volandri   | 6–1, 7–5         |
| 2005 | Florent Serra       | Igor Andrejev      | 6–3, 6–4         |
| 2004 | Jose Acasuso        | Igor Andrejev      | 6–3, 6–0         |
| 2003 | David Sanchez       | Nicolás Massú      | 6–2, 6–2         |
| 2002 | David Ferrer        | Jose Acasuso       | 6–3, 6–2         |
| 2001 | Younes El Aynaoui   | Albert Montanes    | 7–6(5), 7–6(2)   |
| 2000 | Juan Balcells       | Markus Hantschk    | 6–3, 3–6, 7–6(1) |
| 1999 | Alberto Martín      | Karim Alami        | 6–3, 6–2         |
| 1998 | Francisco Clavet    | Arnaud di Pasquale | 6–4, 2–6, 7–5    |
| 1997 | Richard Fromberg    | Andrea Gaudenzi    | 6–1, 7–6(2)      |
| 1996 | Alberto Berasategui | Carlos Moyá        | 6–1, 7–6(5)      |
| 1995 | Thomas Muster       | Gilbert Schaller   | 6–3, 6–4         |
| 1994 | Franco Davin        | Goran Ivanišević   | 6–2, 6–4         |
| 1993 | Goran Ivanišević    | Andrej Tjerkasov   | 6–2, 7–6(5)      |

### Dubbel
| År   | Mästare                              | Finalister                              | Resultat              |
| ---- | ------------------------------------ | --------------------------------------- | --------------------- |
| 2008 | Nicolas Devilder Paul-Henri Mathieu  | Mariusz Fyrstenberg Marcin Matkowski    | 7–6(4), 6–7(9), 22–20 |
| 2007 | Oliver Marach Michal Mertinak        | Martin Garcia Sebastian Prieto          | 7–6(2), 7–6(8)        |
| 2006 | Mariusz Fyrstenberg Marcin Matkowski | Martin Garcia Luis Horna                | 6–7(5), 7–6(5), 10–8  |
| 2005 | Jose Acasuso Sebastian Prieto        | Victor Hănescu Andrei Pavel             | 6–3, 4–6, 6–3         |
| 2004 | Lucas Arnold Ker Mariano Hood        | Jose Acasuso Oscar Hernandez            | 7–6(5), 6–1           |
| 2003 | Karsten Braasch Sargis Sargsian      | Simon Aspelin Jeff Coetzee              | 7–6(7), 6–2           |
| 2002 | Jens Knippschild Peter Nyborg        | Emilio Benfele Alvarez Andres Schneiter | 6–3, 6–3              |
| 2001 | Aleksandar Kitinov Johan Landsberg   | Pablo Albano Marc-Kevin Goellner        | 6–4, 6–7(5), 10–6     |
| 2000 | Alberto Martin Eyal Ran              | Devin Bowen Mariano Hood                | 7–6(4), 6–1           |
| 1999 | Lucas Arnold Ker Martin Garcia       | Marc-Kevin Goellner Francisco Montana   | 6–3, 2–6, 6–3         |
| 1998 | Andrei Pavel Gabriel Trifu           | George Cosac Dinu Pescariu              | 7–6, 7–6              |
| 1997 | Luis Lepez Javier Sanchez            | Hendrik Jan Davids Daniel Orsanic       | 7–5, 7–5              |
| 1996 | David Ekerot Jeff Tarango            | David Adams Menno Oosting               | 7–6, 7–6              |
| 1995 | Mark Keil Jeff Tarango               | Cyril Suk Daniel Vacek                  | 6–4, 7–6              |
| 1994 | Wayne Arthurs Simon Youl             | Jordi Arrese Jose Antonio Conde         | 6–4, 6–4              |
| 1993 | Menno Oosting Libor Pimek            | George Cosac Ciprian Porumb             | 7–6, 7–6              |